# Демяшонки
Демяшонки — упразднённая деревня в Ярцевском районе Смоленской области России. Входит в состав Львовского сельского поселения. Население — 1 житель (2007 год). 
Расположена в северной части области в 33 км к северу от Ярцева, в 33 км севернее автодороги М1 «Беларусь». В 34 км южнее деревни расположена железнодорожная станция Милохово на линии Москва — Минск. 

## История
В годы Великой Отечественной войны деревня была оккупирована гитлеровскими войсками в июле 1941 года, освобождена в сентябре 1943 года.